# Augustus Hill Garland
Augustus Hill Garland (11. juni 1832 i Covington, Tennessee – 26. januar 1899 i Washington, D.C.) var en amerikansk politiker og jurist.
Garlands familie flyttede til Arkansasterritoriet i 1833. Garland studerede lov, åbnede et advokatfirma i Washington, Arkansas i 1853 og flyttede til Little Rock i 1856.
Under den amerikanske borgerkrig var Garland Kongresmedlem i Amerikas Konfødererede Stater. Han blev valgt til USA's senat for mandatperioden som skulle have begyndt i 1867 men fik ikke lov til at blive senator den gang.
Garland var guvernør i delstaten Arkansas 1874-1877 og medlem af USA's senat 1877-1885. Han gjorde tjeneste som USA's justitsminister under præsident Grover Cleveland 1885-1889.
Garlands grav findes på Mount Holly Cemetery i Little Rock.

## Eksterne links
- Augustus Hill Garland på Old State House Museum
- Augustus Hill Garland på Find a Grave (engelsk)

| Efterfulgte: Benjamin H. Brewster | USA's justitsminister 1885–1889 | Efterfulgtes af: William H. H. Miller |